# カーティス・ヒューズ
カーティス・ヒューズ（Curtis Hughes、1964年12月7日 - ）は、アメリカ合衆国のプロレスラー。ミズーリ州カンザスシティ出身のアフリカ系アメリカ人。
用心棒ギミックのヒール、ミスター・ヒューズ（Mr. Hughes）での活躍で知られ、トータル・プロテクション（Total Protection）の異名を持つ。

## 来歴
カンザス州立大学にてアメリカンフットボールで活動後、NWAセントラル・ステーツ地区のレジェンドであるサニー・マイヤースとボブ・ガイゲルのトレーニングを受け、1988年にデビュー。黒人レスラーの大先輩アーニー "ザ・キャット" ラッドにあやかり、当時はカーティス "ザ・キャット" ヒューズ（Curtis "The Cat" Hughes）を名乗っていた。
地元カンザスシティのWWAを皮切りにAWAやテキサスを転戦した後、1990年秋にアーニー・ラッドのニックネームと同じザ・ビッグ・キャット（The Big Cat）の名でWCWに登場。翌1991年3月21日、新日本プロレスの東京ドーム大会にビッグ・キャット・ヒューズのリングネームで初来日し、エル・ヒガンテの対戦相手を務めた。
その後、ソフト帽に黒スーツの用心棒キャラクターに変身し、ミスター・ヒューズ（Mr. Hughes）と改名。サングラスを付けたまま試合を行うスタイルで注目を集める。レックス・ルガーのボディーガードを経て、1991年の末よりハーリー・レイスをマネージャーにビッグバン・ベイダーと巨漢コンビを結成。1992年1月の"Clash of the Champions XVIII" ではリックとスコットのスタイナー・ブラザーズと対戦した。
1993年はハービー・ウィップルマンをマネージャーにWWFに短期間登場。予選でカマラを下し6月13日開催のキング・オブ・ザ・リングに出場したが、1回戦でミスター・パーフェクトに反則負けを喫している。また、ポール・ベアラーから骨壷を奪うなど、ジ・アンダーテイカーとの抗争も行われた。
WWFを離れた後、シェーン・ダグラスのボディーガードとしてECWに参戦。1993年12月26日のPPV "Holiday Hell" ではサンドマン、1994年7月16日の "Heat Wave" ではトミー・ドリーマーに勝利。1996年2月17日の "CyberSlam" においてはババ・レイ・ダッドリーと肉弾戦を展開した。その間、1994年にはWARへ来日、3月2日の両国国技館大会にてキング・ハクと対戦している。 
以後はWWFに単発出場し、1997年はハンター・ハースト・ヘルムスリー、1999年はクリス・ジェリコのボディーガードをいずれも短期間ながら務めた。一時期は170kg級の巨体だったものの、1999年の参戦時はウエイトを大幅に絞り込んでおり、当時ケン・シャムロックと抗争していたジェリコがスパーリング・パートナーに選んだ「伝説の強豪」という設定のもと、9月13日のRAW初登場の際はゴッチ・グレイシー（Gotch Gracie）なる覆面格闘家に扮していた。
セミリタイア後の2000年代からは、居住地のジョージア州アトランタをベースに各地のインディー団体にスポット参戦しており、2004年11月にはプエルトリコのWWCでアブドーラ・ザ・ブッチャーやロックンロール・エクスプレスと対戦。2007年はテネシー州メンフィスのMemphis Wrestlingに出場し、グレッグ・バレンタイン、ビル・ダンディー、ココ・B・ウェアらとレジェンド対決を行っている。2008年はRome Georgia Wrestlingにてボビー・イートンのボディーガードとなり、リッキー・モートン戦に介入した。2010年代はアトランタのWWA4にてトレーナーとしても活動している。

## 得意技

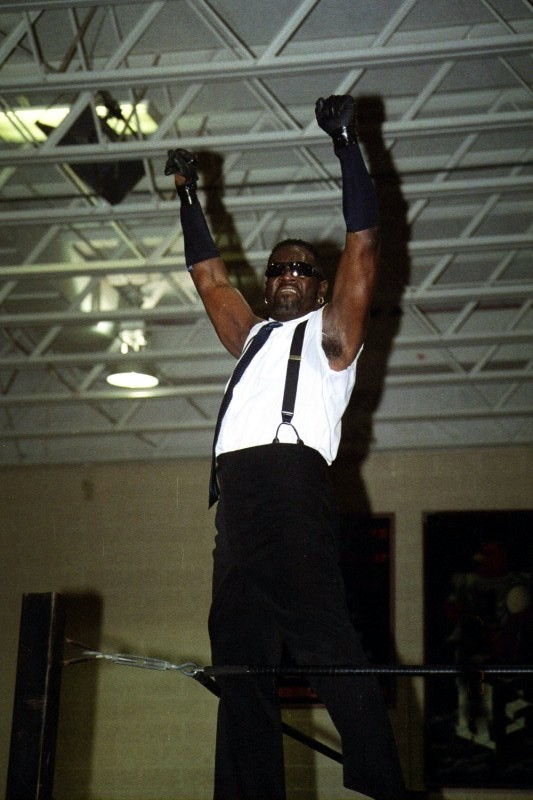
大幅なウエイトダウンに成功し、後年の公式体重は250ポンド（約113kg）。

- スクラップ・バスター
- チョークスラム
- パワースラム
- シットアウト・パワーボム
- エルボー・ドロップ

## 獲得タイトル
- IWNヘビー級王座：1回
- IWUヘビー級王座：1回
- SSCWヘビー級王座：1回
- ASWブラスナックル王座：1回